# حلبة لوتيتيا
حَلْبة لوتيتيا (بالفرنسية: Arènes de Lutèce)‏، بني في القرن الأول الميلادي وهو مسرح روماني في باريس. وهو مجمع هجين، أو حلبة أو «قاعة المسرح»، بمشاركة كل من مرحلة للعروض المسرحية وساحة للمسابقات وغيرها من الألعاب التي تجري في الحلبات. هي واحدة من المعالم الباريسية. كما أنه يعتبر كأحد المعالم السياحية والمواقع الأثرية في باريس.

## الوصف
هذه الحلبة مع المنصة، كانت نوعاً شائعاً في بلاد الغال، يمكن أن تستوعب 17000 متفرج. على منصتها مع الوقوف على منصة التتويج، من الحجم الكبير (41.20 مترا). وكانت تجري مبارزات بين الرجال والحيوانات على المسار المركزي في محوره طويل البيضاوي الشكل (الطولي 52.50 م) و (46.8 م المحور القصير).

## التاريخ

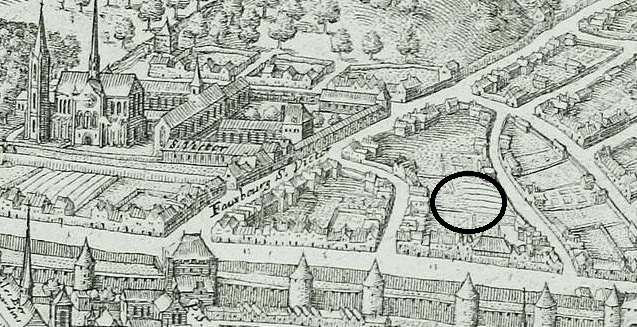
موقع المدرج ونرى جدار شارل الخامس في باريس في عام 1615

تم اكتشاف الجزء الشمالي في عام 1869، أما الجزء الجنوبي فكان أثناء التنقيب بين أعوام 1883-1885، جميع المستعادة في 1917-1918" - وسجل عنوانه على مدخل رقم 49، شارع مونج [الإنجليزية].
بين 1860 و 1869، سمح افتتاح شارع مونج لتيودور فاكيه [الإنجليزية] بكشف ومعالجة الآثار الأولى من الجزء الشمالي من الحلبة. وكُشفت في الواقع في الجزء الجنوبي بفضل أعمال التنقيب التابعة لشركة الترامواي العامة بين 1883 و 1885، التي كانت تريد بناء مستودع للترام. ولكن حصل نوع من تحشيد لبعض الباريسين الذين قاوموا المشروع وأُنشئت «جمعية أصدقاء حلبة لوتيتيا» للدفاع عن الموقع وقيمته التاريخية، ومن أنصارها فكتور دوروي وفكتور هوغو. 27 يوليو 1883، كتب هوغو إلى رئيس مجلس مدينة باريس للدفاع عن حلبة لوتيتيا، وهذا نص الرسالة:
سيدي الرئيس،
ليس من الممكن أن باريس، وهي مدينة المستقبل أن تتنكر لماضيها. الماضي يجلب المستقبل. حلبة لوتيتيا هي علامة على قدم المدينة الكبيرة. فهي نصب فريدة من نوعها. إن تدمير مجلس المدينة لها هو بطريقة أو بأخرى تدمر للمجلس نفسه. حفاظكم عليها بأي ثمن لهو عمل مفيد لا بل أكثر من ذلك، سوف يعطي مثالاً عظيماً.
بعد بضعة أيام، وجه المجلس تعليماته بأنه سيشتري الحلبة. بعد تفكيك الترام في 1916 وحفر خط مترو 10، واصل عالم الإنسان لويس كابيتان [الإنجليزية] الحفريات في نهاية الحرب العالمية الأولى على جزء آخر من الحلبة وأكمل ترميمها في عام 1918. للأسف العقارات المبنية على جانب شارع مونج لم تسمح لاستكمال مدرجات الحلبة.